# Francesc de Paula del Villar i Carmona

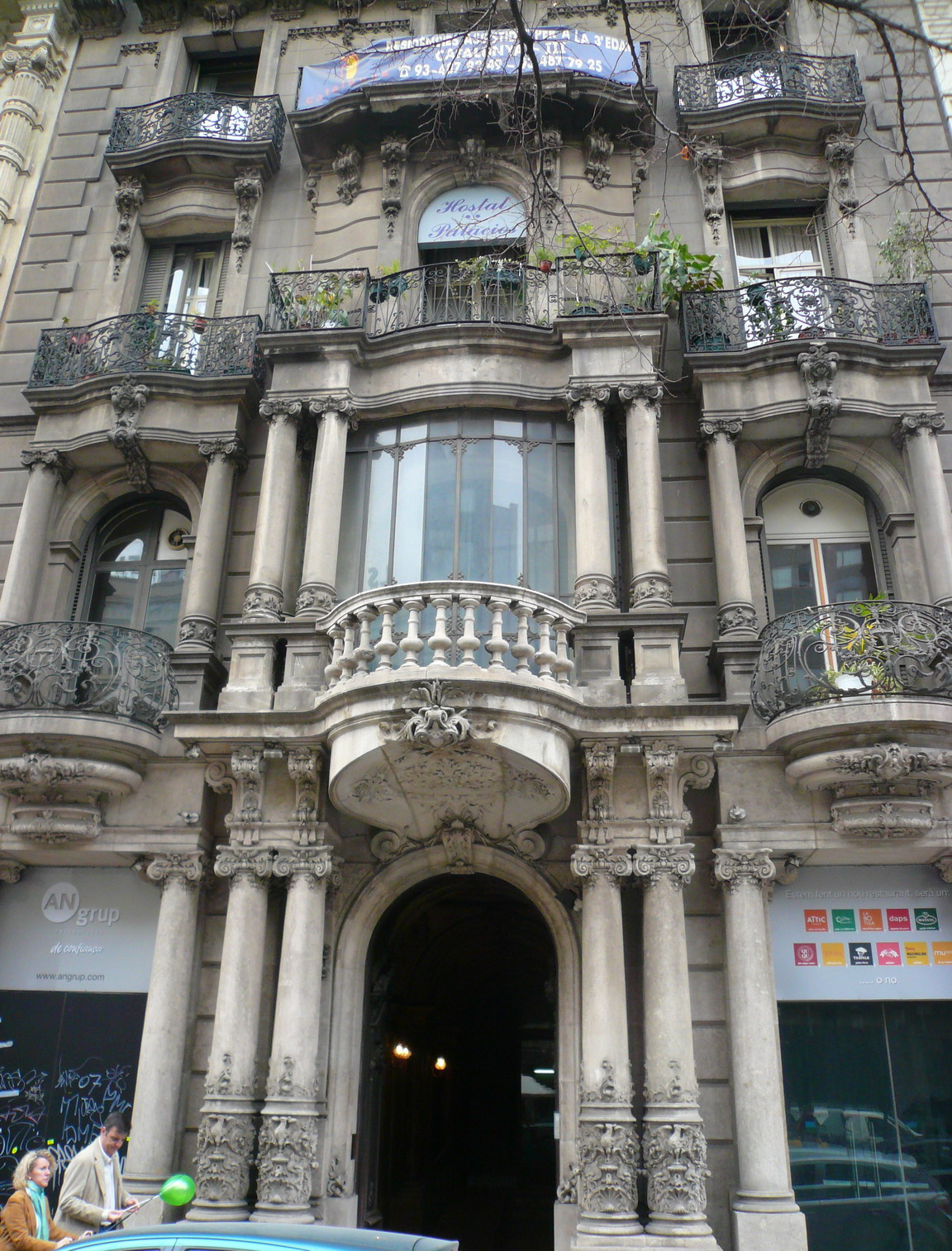
Casa Asols, obra de Villar a la Rambla de Catalunya de Barcelona (1900-1902)

Francesc de Paula del Villar i Carmona   (Barcelona, 24 de novembre de 1861 - Ginebra, 22 de setembre de 1926) fou un arquitecte català.

## Biografia
Fou fill de l'arquitecte murcià Francisco de Paula del Villar y Lozano i d'Eloïsa Carmona Trallero, natural de Màlaga. Titulat com a arquitecte el 30 de març del 1886, el 1892 va succeir al seu pare com a arquitecte diocesà, continuant les obres al monestir de Montserrat: absis, façana de l'església, cambril de la Verge, Segon Misteri de Dolor del Rosari Monumental, monument als herois de la batalla del Bruc (avui desaparegut), etc.
L'any 1888 presentava un projecte per al concurs del Monument a Maria Cristina de Borbó de Madrid, en el que quedaria en segon lloc.

## Obres
A Barcelona va fer la casa Riera (1892), l'edifici de la Companyia de Gas Lebon a Balmes/Gran Via (1896), l'església nova de Santa Madrona (actualment dedicada a la Mare de Déu de Lourdes) i l'Hospital d'Inguaribles (1916).
Fou autor també de l'església parroquial de Tiana (1886), l'observatori Patxot (1895) de Sant Feliu de Guíxols i la casa de salut de la Fundació Albà.
Entre 1895 i 1897 la construcció del campanar de l'església de Sant Joan de Valls (Alt Camp), de 74 m d'alçada.

## Fons documental
La documentació que se'n conserva a l'Arxiu Històric del Col·legi d'Arquitectes de Catalunya està formada per 7 expedients i 315 dibuixos realitzats entre 1882 i 1916.